# Lope de Salazar y Salinas
 Fray Lope de Salinas  (1393-1463), Lope de Salazar y Salinas, fue un fraile franciscano español nacido en Burgos, en la región española de Castilla la Vieja. Místico considerado una de las personalidades más relevantes de la reforma franciscana en España, fundó varios conventos. Falleció en Medina de Pomar. El santoral franciscano lo registra como beato el día 24 de febrero.

## Biografía
Emparentado con los condes de Haro, obtuvo de ellos un eficaz apoyo para el desarrollo de la Orden franciscana en Castilla y Andalucía. A los diez años fue al convento de La Aguilera junto con san Pedro Regalado y otros niños, a fin de estudiar y prepararse bajo la guía del reformador Pedro de Villacreces.
Con fray Pedro de Villacreces asiste al Concilio de Constanza donde se trató la reforma de la iglesia, se elige a Martín V y se termina con el Cisma de Occidente

## Fundaciones

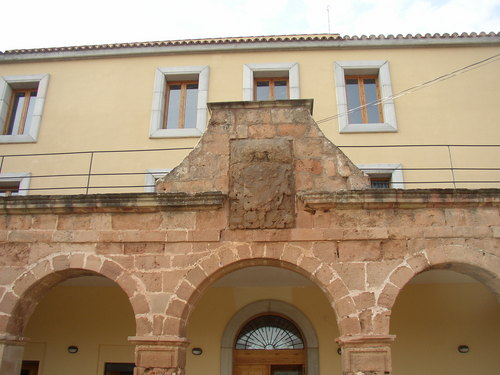
Monasterio de Vico.

La Orden le comisiona para la fundación de nuevas casas de la reforma, entre las que destacan los de Nuestra Señora de los Lirios de Alveinte en Monasterio de la Sierra , Nuestra Señora de Vico en Arnedo y el San Bernardino de la Sierra en Fresneda de la Sierra Tirón. Buscaba lugares solitarios, inhóspitos y alejado de cualquier población, con el fin de que fuera el sitio ideal para la oración, penitencia y para la dedicación completa a Dios, en consonancia con los ideales de San Francisco de Asís.

## Su obra
Continuador de la obra de su maestro Pedro de Villacreces, destacan las siguientes:
- Espejo de religiosos.
- Escala de la perfección hasta subir al perfecto amor de Dios.
- Conferencias espirituales.
- Memorial contra las laxaciones y abusiones de prelados y súbditos.
- Instrucción sobre el modo de oír devotamente la misa.